# Aasbüttel
Aasbüttel település Németországban, Schleswig-Holstein tartományban. Lakosainak száma 153 fő (2023. december 31.).

## Népesség
A település népességének változása:
| Lakosok száma | 84   | 124  | 145  | 140  | 146  | 142  | 153  |
|               | 1975 | 2014 | 2017 | 2019 | 2021 | 2022 | 2023 |